# Flugplatz Altdorf-Wallburg

i7
i11
i13
Der Flugplatz Altdorf-Wallburg (ICAO-Code: EDSW) ist ein 1973 eröffneter deutscher Sonderlandeplatz im Ortenaukreis. Das Gelände wird durch die Fliegergruppe Lahr-Ettenheim e. V. betrieben.

## Lage
Der Flugplatz liegt am Rande der Rheinebene auf den Gemarkungen der Ettenheimer Ortsteile Altdorf und Wallburg, etwa zehn Kilometer südlich der Stadt Lahr, sowie etwa drei Kilometer nordöstlich der Barockstadt Ettenheim.

## Flugbetrieb
Betreiber des Geländes ist die Fliegergruppe Lahr-Ettenheim e. V. Der Flugplatz hat keine geregelten Öffnungszeiten (PPR) und ist zugelassen für Segelflugzeuge, Motorsegler, Ultraleichtflugzeuge (keine Tragschrauber) sowie Motorflugzeuge bis 1200 kg Startgewicht. Der Flugplatz hat eine 840 m lange Graspiste. Die betrieblichen Strecken TORA und LDA sind in westlicher Richtung durch Hindernisse stark eingeschränkt.

## Geschichte
Nachdem die Segelfliegergruppe im März 1970 endgültig ihr bisheriges Flugfeld in Kippenheim durch ein Bauprojekt verloren hatte, wurde ein Ersatzgelände gesucht und mit dem jetzigen Gelände auch gefunden. Im Jahre 1971 begannen die Bauarbeiten. Nach Planierung der Bahn und Errichtung einer Flugzeughalle konnte 1973 die Einweihung gefeiert werden, im Folgejahr wurde der neue Sonderlandeplatz zugelassen.
Bis 1981 kamen eine Werkstatthalle und ein Clubheim hinzu, ab 1995 wurde noch eine Geräte- und Ultraleichtflugzeug-Halle ergänzt.

## Regelmäßige Veranstaltungen
Jährlich wird im Sommer ein Flugplatzfest ausgerichtet.

## Verein
Der Verein wurde 1931 als „Fliegergruppe Lahr e. V.“ von einigen segelflugbegeisterten jungen Männern gegründet. Die Hitlerjugend übernahm die Gruppe 1934 und nutzte sie für ihre vormilitärischen Ausbildung. Nach dem Zweiten Weltkrieg war die Fliegerei zunächst verboten, erst ab 1950 konnte wieder vom Langenhard bei Lahr gestartet werden. Ab 1962 wurde ein Gelände bei Kippenheim gepachtet, doch sollte diese Lösung keine zehn Jahre Bestand haben. Es folgte der Umzug nach Altdorf-Wallburg. Im Jahr 2006 wurde der Name des Vereins auf Fliegergruppe Lahr-Ettenheim e. V. erweitert. Er hat 73 aktive und 100 passive Mitglieder (Stand: 2017).